# Bestensee
Bestensee är en kommun i östra Tyskland i Landkreis Dahme-Spreewald i förbundslandet Brandenburg, omkring 35 km söder om Berlin och 7 km söder om Königs Wusterhausen.